# Sima Čjan
To je ime in priimek kitajske osebe; priimek je Sima (司馬).
Sima Čjan ([sɨ́mà tɕʰjɛ́n]; tradicionalna kitajščina: 司馬遷; poenostavljena kitajščina: 司马迁; pinjin: Sīmǎ Qiān), kitajski pisec in zgodovinar, * okoli 145 pr. n. št., † 86 pr. n. št.
Sima Čjan je bil kitajski zgodovinar iz zgodnje dinastije Han. Velja za očeta kitajske historiografije za Šidži (včasih prevedeno kot Zapisi velikega zgodovinarja), splošno zgodovino Kitajske, ki zajema več kot dva tisoč let od vzpona legendarnega Rumenega cesarja in nastanka prve kitajske države do vladavine cesarja Vuja iz Hana, v času katere je Sima pisal. Kot prva univerzalna zgodovina sveta, kot so jo poznali stari Kitajci, je Šidži služila kot model za uradne zgodovine za naslednje dinastije po vsej Sinosferi do 20. stoletja.
Sima Čjanov oče, Sima Tan, je prvi zasnoval ambiciozen projekt pisanja celotne zgodovine Kitajske, vendar je do svoje smrti dokončal le nekaj pripravljalnih skic. Potem ko je podedoval očetov položaj dvornega zgodovinarja na cesarskem dvoru, je bil odločen, da bo izpolnil očetovo zadnjo željo in sestavil to epsko zgodovinsko delo. Vendar pa je leta 99 pr. n. št. postal žrtev afere Li Ling, ker je spregovoril v obrambo generala, ki je bil obtožen neuspešnega pohoda proti Šjongnujem. Ker je imel na izbiro med usmrtitvijo ali kastracijo, se je odločil za slednje, da bi dokončal svoje zgodovinsko delo. Čeprav se ga vsi spominjamo po Zapisih, ohranjena dela kažejo, da je bil tudi nadarjen pesnik in prozaist ter da je imel ključno vlogo pri nastanku koledarja Taiču, ki je bil uradno razglašen leta 104 pr. n. št.
Sima se je močno zavedal pomena svojega dela za potomce in njegovega odnosa do njegovega osebnega trpljenja. V končnici Zapisov je implicitno primerjal svojo univerzalno zgodovino Kitajske s klasiki svojega časa, Guoju Dzuo Čjuminga, Li Saojem Ču Juana in Umetnostjo vojne Sun Bina, ter poudaril, da so vsi njihovi avtorji utrpeli velike osebne nesreče, preden so lahko nastala njihova trajna monumentalna dela. Sima Čjan je upodobljen tudi v delu Vu Šuang Pu Jin Gulianga.

## Zgodnje življenje in izobrazba
Sima Čjan se je rodil v Šjajangu v Zuopingjiju (blizu današnjega Hančenga v provinci Šaanši). Verjetno se je rodil okoli leta 145 pr. n. št., čeprav nekateri viri pravijo, da se je rodil okoli leta 135 pr. n. št. Okoli leta 136 pr. n. št. je bil njegov oče Sima Tan imenovan za »velikega zgodovinarja« (tàishǐ 太史, alternativno »veliki pisar« ali »veliki astrolog«) na cesarskem dvoru. Veliki zgodovinar je bil relativno nizko rangiran uradnik, katerega glavna dolžnost je bila sestaviti letni koledar, določiti, kateri dnevi so bili ritualno ugodni ali neugodni in ga pred novim letom predstaviti cesarju. Njegove druge dolžnosti so vključevale potovanje s cesarjem na pomembne obrede in beleženje dnevnih dogodkov tako na dvoru kot po državi. Po njegovem mnenju je Sima do desetega leta starosti že znal »brati stare spise« in je veljal za obetavnega učenjaka. Sima je odraščal v konfucijanskem okolju in je svoje zgodovinsko delo vedno imel za dejanje konfucijanske sinovske pobožnosti.
Leta 126 pr. n. št., okoli 20. leta starosti, je Sima Čjan začel obsežno potovanje po Kitajski, kot je obstajala v času dinastije Han. Svojo pot je začel iz cesarske prestolnice Čangan (sodobni Šjan), nato pa se je odpravil proti jugu čez Jangce v kraljestvo Čangša (sodobni Hunan), kjer je obiskal najdišče ob reki Miluo, kjer naj bi se utopil pesnik iz obdobja vojskujočih se držav Ču Juan. Nato je odšel iskat grob legendarnih vladarjev Ju Velikega na gori Šjanglu in Šun v gorovju Džiuji (sodobno okrožje Ningjuan, Hunan). Nato se je odpravil proti severu v Huaijin (sodobni Huaian, Džjangsu), da bi si ogledal grob generala dinastije Han Han Šina, nato pa nadaljeval proti severu v Kufu, Konfucijevo rojstno mesto, kjer je preučeval obrede in druge tradicionalne predmete.

## Kot dvorni uradnik dinastije Han
Po potovanjih je bil Sima izbran za dvornega spremljevalca v vladi, čigar naloga je bila leta 122 pr. n. št. pregledati različne dele države s cesarjem Vujem. Sima se je mlad poročil in imel eno hčer. Leta 110 pr. n. št. je bil Sima Čjan pri 35 letih poslan na zahod na vojaško odpravo proti nekaterim barbarskim plemenom. Tistega leta je njegov oče zbolel zaradi stiske, ker ni bil povabljen na cesarsko žrtvovanje Feng. Ker je sumil, da se mu čas izteka, je poklical sina domov, da bi prevzel zgodovinsko delo, ki ga je začel. Sima Tan je želel slediti Spomladanskim in Jesenskim letopisom, prvi kroniki v zgodovini kitajske književnosti.
Zdi se, da je Sima Tan uspel sestaviti oris dela le pred smrtjo. V zaključku dokončanega Šidžija je kratek esej o šestih filozofskih šolah, ki je izrecno pripisan Simi Tanu. Sicer obstajajo le fragmenti Šidži, za katere se domneva, da jih je napisal Sima Tan ali da temeljijo na njegovih zapiskih. Sima Čjan, ki ga je navdihoval oče, je večino naslednjega desetletja posvetil pisanju in sestavljanju Šidži (včasih prevedenega Zapisi velikega zgodovinarja) in ga dokončal pred letom 91 pr. n. št., verjetno okoli leta 94 pr. n. št. Tri leta po očetovi smrti je Sima Čjan prevzel očetov prejšnji položaj taišija. Leta 105 pr. n. št. je bil Sima med učenjaki, izbranimi za reformo koledarja. Kot višji cesarski uradnik je bil Sima tudi v položaju, da je cesarju svetoval o splošnih državnih zadevah.

### Afera Li Ling
Leta 99 pr. n. št. se je Sima zapletel v afero Li Ling, kjer sta bila Li Ling in Li Guangli, dva vojaška častnika, ki sta vodila pohod proti Šjongnujem na severu, poražena in ujetnika. Cesar Vu je poraz pripisal Li Lingu, zaradi česar so ga vsi vladni uradniki pozneje obsodili. Sima je bil edini, ki je branil Li Linga, ki sicer ni bil nikoli njegov prijatelj, a ga je spoštoval. Cesar Vu je Simino obrambo Lija razumel kot napad na svojega svaka Li Guanglija, ki se je prav tako neuspešno boril proti Šjongnujem in Simo obsodil na smrt. Takrat je bila usmrtitev lahko omilitev z denarjem ali kastracijo. Ker Sima ni imel dovolj denarja, da bi odkupil svoj 'zločin', se je odločil za slednje in bil nato vržen v zapor, kjer je preživel tri leta. Svojo bolečino je opisal takole: »Ko zagledaš ječarja, se s čelom ponižno dotakneš tal. Že ob pogledu na njegove podrejene te prevzame groza ... Takšne sramote ni mogoče nikoli izbrisati«. Sima je svojo kastracijo označil za »najhujšo od vseh kazni«.
Leta 96 pr. n. št. se je Sima po izpustitvi iz zapora odločil živeti kot palačni evnuh, da bi dokončal svoje zgodbe, namesto da bi storil samomor, kot se je pričakovalo od gospoda-učenjaka, ki je bil osramočen s kastracijo.

## Kasnejša leta in smrt
Po izpustitvi iz zapora leta 97/96 pr. n. št. je Sima Šjan še naprej služil na dvoru Han kot džongšhuling (中書令), dvorni arhivar, namenjen evnuhom s precejšnjim statusom in višjo plačo kot njegov prejšnji položaj zgodovinarja.
Pismo Ren Anu je napisal Sima Čjan kot odgovor Ren Anu na njegovo vpletenost v upor prestolonaslednika Liu Juja leta 91 pr. n. št. To je zadnji zapis o Simi Čjanu v sodobnih dokumentih. Pismo je odgovor na izgubljeno pismo Ren Ana Simi Čjanu, v katerem ga je morda prosil, naj posreduje v njegovem imenu, saj se je Ren An soočal z usmrtitvijo zaradi obtožb, da je oportunist in da je med uporom izkazoval dvomljivo zvestobo cesarju. V svojem odgovoru je Sima Čjan izjavil, da je pohabljen človek brez vpliva na dvoru. Nekateri kasnejši zgodovinarji so trdili, da je bil Sima Čjan sam vpleten v upor zaradi svojega prijateljstva z Ren Anom in je bil usmrčen kot del čiščenja podpornikov prestolonaslednika na sodišču; vendar pa najstarejši potrjen zapis o tem poročilu izvira iz 4. stoletja. Poleg tega je bilo poudarjeno tudi, da Sima Čjan ni hotel nuditi večje pomoči Ren Anu glede na hude posledice, ki jih je utrpel zaradi podpore generalu Li Lingu, pa tudi zaradi Ren Anove opustitve ukrepanja v njegovem imenu med afero Li Ling. Čeprav obstaja veliko teorij o natančnem datiranju ter pravi naravi in namenu pisma Ren Anu, ena od pogostih razlag kaže, da je pismo deloma tiho izrazilo zavrnitev aktivne vloge pri zagotavljanju zmanjšanja kazni za Ren Ana.
Znanstvenik iz začetka 20. stoletja, Vang Guovei, je izjavil, da ni zanesljivih zapisov, ki bi potrdili, kdaj je Sima Čjan umrl. On in večina sodobnih zgodovinarjev verjame, da je Sima Čjan svoje zadnje dni kot učenjak preživel v samoti (隱士; yǐnshì), potem ko je zapustil dvor Han, morda umrl približno v istem času kot cesar Vu leta 87/86 pr. n. št.

## Šidži(Zapisi velikega zgodovinarja)

### Format
Šidži obsega več kot 500.000 znakov, organiziranih v 130 poglavij. Čeprav slog in oblika kitajske historiografije nista bila statična skozi čas, je Šidži ustvaril stalen standard kakovosti in sloga za poznejše znanstvenike. Pred Simom so se zgodovine osredotočale na opisovanje posameznih dogodkov ali zadev določene regije; njegova ideja o splošni zgodovini je vodila kasnejše historiografe, kot sta Sima Guang in Dženg Čjao Dženg Čjao (鄭樵), avtorja Zidži Tongdžjana (1084) oziroma Tongdžija (1161). Čeprav je tradicionalno obliko, po kateri bi bile organizirane uradne zgodovine, pozneje kodificiral Ban Gu v Knjigi Han (111 n. št.), zgodovinarji menijo, da je Šidži vplival na Banovo delo.
Format džidžuanti (紀傳體) deli delo na več različnih vrst poglavij, med katerimi so najbolj znana »osnovna anala« (本紀; benji) in »urejena biografija« (列傳; liezhuan). Benji vsebuje biografije za vsakega vladarja, urejene kronološko in organizirane po dinastijah; liezhuan vsebuje biografije vplivnih posameznikov zunaj plemstva, včasih za eno pomembno osebo, pogosto pa za dve ali več oseb, ki so po Siminem mnenju igrale primerljivo pomembne vloge. Poleg teh kategorij z istim imenom obstajajo poglavja, ki spadajo v kategorije »tabel« (表; biao), ki združujejo grafične kronologije kraljeve družine in plemstva, ter »razprave« (書; shu), ki podajajo zgodovinske opise tem, kot so glasba, rituali ali ekonomija. Najpomembneje pa je, da »hišne kronike« (世家; shijia) dokumentirajo pomembne dogodke med vladavino vsakega vladarja za vsako državo znotraj dinastije Džov, pa tudi zgodovine plemiških hiš, ustanovljenih v času dinastije Han.
Šidži vključuje 12 osnovnih analov, 10 tabel, 8 razprav, 30 hišnih kronik in 70 urejenih biografij; pri čemer zadnja urejena biografija služi kot uvod. To zadnje poglavje podrobno opisuje ozadje sestavljanja in sestavljanja Šidžija ter podaja kratke utemeljitve za vključitev glavnih tem, dogodkov in posameznikov v delo. Kot del ozadja uvod ponuja kratek oris zgodovine klana Sima, od legendarnih časov do njegovega očeta Sime Tana. Podrobno opisuje tudi zadnje besede Sime Tana, ki avtorja s solzami spodbuja k sestavljanju tega dela, in vsebuje biografski oris avtorja samega. Uvod se zaključi z avtoreferencialnim opisom uvoda kot 70. in zadnjega poglavja urejenih biografij.

## Literarna osebnost
Simov Šidži velja za vzor biografske literature z visoko literarno vrednostjo in še vedno velja za učbenik za študij klasične kitajščine. Simova dela so vplivala na kitajsko pisanje in služila kot idealni vzorniki za različne vrste proze znotraj neoklasičnega ('renesančnega' 复古) gibanja obdobja Tang-Song. Velika uporaba karakterizacije in zapleta je vplivala tudi na pisanje leposlovja, vključno s klasičnimi kratkimi zgodbami srednjega in poznega srednjega veka (Tang-Ming) ter ljudskim romanom poznega cesarskega obdobja. Sima je imel ogromen vpliv na zgodovinopisje ne le na Kitajskem, temveč tudi na Japonskem in v Koreji. Stoletja pozneje je Šidži veljal za največjo zgodovinsko knjigo, napisano v Aziji. Sima je v tujini svetu malo znan, saj celoten prevod Šidži v angleščino še ni dokončan.
Njegov vpliv je izhajal predvsem iz naslednjih elementov njegovega pisanja: spretnega upodabljanja zgodovinskih likov z uporabo podrobnosti njihovega govora, pogovorov in dejanj; njegova inovativna uporaba neformalnega, šaljivega in raznolikega jezika; ter preprostost in jedrnatost njegovega sloga. Celo literarni kritik 20. stoletja Lu Šun je v svojem Orisu kitajske literarne zgodovine (史家之絶唱，無韻之離騷) Šidži štel za »najpopolnejšo pesem zgodovinarjev, 'Li Sao' brez rime« (漢文學史綱要).

### Druga literarna dela
Simovo znamenito pismo prijatelju Ren An o njegovem trpljenju med afero Li Ling in njegovi vztrajnosti pri pisanju Šidži danes velja za zelo občudovan primer literarnega proznega sloga, ki ga na Kitajskem še danes pogosto preučujejo. Pismo Ren An vsebuje citat: »Moški so vedno imeli samo eno smrt. Za nekatere je tako tehtna kot gora Tai; za druge je tako nepomembna kot gosji puh. Razlika je v tem, za kaj jo uporabljajo.« (人固有一死，或重于泰山，或輕于鴻毛，用之所趨異也。) Ta citat je postal eden najbolj znanih v vsej kitajski literaturi. V sodobnem času je predsednik Mao ta citat parafraziral v govoru, v katerem se je poklonil padlemu vojaku PLA.
Sima Čjan je napisal osem rapsodij (fu), ki so navedene v bibliografski razpravi Knjige Han. Vse razen ene, Rapsodija v žalostinki za gospode, ki ne dosegajo svojega časa (士不遇賦), so izgubljene in verjetno celo ohranjeni primerek ni popoln.

## Astronom/astrolog
Sima in njegov oče sta oba služila kot taiši (太史) nekdanje dinastije Han, položaj, ki vključuje vidike zgodovinarja, dvornega pisarja, koledarja in dvornega astronoma/astrologa. Takrat je imel astrolog pomembno vlogo, odgovoren za razlago in napovedovanje poteka vlade glede na vpliv Sonca, Lune in zvezd, pa tudi drugih astronomskih in geoloških pojavov, kot so sončni mrki in potresi, ki so bili odvisni od revizije in vzdrževanja natančnega koledarja.
Preden je sestavil Šidži, je bil Sima Čjan vključen v ustvarjanje koledarja Taiču iz leta 104 pr. n. št. 太初暦 (太初 je postalo ime nove dobe za cesarja Vuja in pomeni »najvišji začetek«), modifikacije koledarja Čin. To je prvi kitajski koledar, katerega celotna metoda izračuna (暦法) se je ohranila.
Mali planet 12620 Simaqian je poimenovan v njegovo čast.